# Wegscheide (Odenwald)
Die Wegscheide ist eine Passhöhe im Odenwald in der Gemarkung Fürth der Gemeinde Fürth im Landkreis Bergstraße in Hessen.

## Geographische Lage
Die Wegscheide ist ein verkehrsgünstig gelegener 413 Meter hoher bewaldeter Bergsattel am Westrand des Buntsandstein-Odenwalds im Fürther Centwald östlich des Fürther Ortsteils Weschnitz. Hier liegt die Wasserscheide zwischen der Gersprenz im Norden und der Mümling im Osten, die beide dem Main zustreben. Im Umkreis von jeweils rund eineinhalb Kilometer sind am Westrand des Mümlinggebiets entlang nach Süden das zum Neckar orientierte Talsystem des Ulfenbachs und am Südrand des Gersprenzgebiets entlang nach Westen das zum Oberrhein zählende Weschnitzgebiet erreichbar. Die Gemarkungen Ober-Ostern und Erzbach der Gemeinde Reichelsheim reichen von Norden bis an die Kammlinie der Wasserscheide heran. Obwohl die Umgebung der Wegscheide überwiegend zur Fürther Gemarkung im Landkreis Bergstraße gehört, liegen die beiden ihr zu Füßen liegenden Talorte Erzbach und Hiltersklingen im Odenwaldkreis.

## Verkehr
Die Wegscheide ist ein Knotenpunkt im Straßenverkehr. Hier treffen sich Straßen aus vier Richtungen. Hauptverkehrsweg ist die als Siegfriedstraße bekannte Bundesstraße 460, die von Lorsch und Heppenheim an der Bergstraße kommend, in den Odenwald von Westen hineinführt, das Weschnitzgebiet der Gemeinde Fürth durchquert und am Nordhang des 521 Meter hohen Kahlberg schließlich die Wegscheide erreicht und weiter über Hiltersklingen und Hüttenthal (Mossautal) entlang des Marbachs, der auch unter den Nebennamen Schmerbach oder Streitbach bekannt ist, in südöstlicher Richtung hinunter führt zur Bundesstraße 45 im Mümlingtal zwischen Ebersberg und Beerfelden-Hetzbach.
Dem Namen Wegscheide gerecht werdend, befindet sich auf der Höhe eine Straßenkreuzung. Die Landesstraße 3105 überquert die Bundesstraße und verbindet so Reichelsheim (Odenwald) im Norden über Grasellenbach mit Wald-Michelbach im Süden.
Von der Straßenkreuzung ausgehend führt die Alte Poststraße als Waldweg über den Wegscheidekamm nach Nordosten Richtung Lärmfeuer (502 m ü. NN). Der Wegscheidekamm bildet eine eigene Untereinheit der Naturräumlichen Gliederung des Odenwalds, die bis zum Morsberg (517 m ü. NN) und zur Spreng reicht, einer weiteren verkehrsreichen Passhöhe. Am Beginn der Alten Poststraße liegt der vom Geo-Naturpark Bergstraße-Odenwald betreute Wanderparkplatz Wegscheide II. Von diesem Parkplatz ausgehend hat Hessen-Forst im Jahr 2012 einen Bäume des Jahres Pfad angelegt, einen rund 2,4 Kilometer langen Waldweg durch abwechslungsreichen Mischwald zu den Standorten von vorerst 25 verschiedenen Jahresbäumen.